# José Sá
José Pedro Malheiro de Sá (* 17. ledna 1993 Braga) je portugalský profesionální fotbalový brankář, který chytá za anglický klub Wolverhampton Wanderers FC.

## Klubová kariéra

### Marítimo
Sá, narozený v Braze, se připojil do akademie CS Marítimo ve věku 18 let z lisabonské Benficy. V B-týmu debutoval 23. ledna 2013, a to když odehrál domácí utkání proti UD Oliveirense v druhé lize.
V létě 2013 byl Sá přesunut do hlavního týmu manažerem Pedrem Martinsem. Svůj první zápas v Primeira Lize odehrál 18. srpna při domácím vítězství 2:1 nad Benficou. Během svého působení ve Funchalu působil Sá jako brankářská náhrada za Francouze Romaina Salina.

### Porto
Dne 25. ledna 2016 přestoupil Sá, spolu se svým spoluhráčem Moussou Maregou, do Porta za částku okolo 1,2 až 1,5 milionu euro. Sá podepsal na smlouvu na čtyři a půl roku. Na začátku angažmá kryl Sá záda španělskému reprezentantovi Ikeru Casillasovi.
Sá debutoval v Lize mistrů dne 17. října 2017, a to při prohře 2:3 proti německému Lipsku; v osmé minutě utkání se dopustil chyby při zachycení centru, která vyústila v první gól soupeře. Od tohoto utkání se stal brankářskou jedničkou, ale po domácí porážce 0:5 proti Liverpoolu ve stejné soutěži opět o místo mezi tyčemi přišel.

### Olympiakos
Dne 31. srpna 2018 jej Porto uvolnilo na roční hostování do řeckého Olympiakosu, kde se opět sešel se svým bývalým trenérem z Marítima, Pedrem Martinsem. Krátce po svém příchodu se stal jedničkou před Andreasem Gianniotisem.
Dne 15. května 2019 přestoupil Sá do Olympiakosu na trvalo; v klubu podepsal čtyřletou smlouvou. Během sezóny 2019/20 udržel celkem 18 čistých listů a pomohl týmu z Pireu k zisku double, přestože finále poháru vynechal kvůli zranění.

### Wolverhampton Wanderers
Dne 15. července 2021 Sá přestoupil do anglického prvoligového klubu, Wolverhamptonu Wanderers, za částku okolo 8 milionů euro a podepsal pětiletou smlouvu. Ve Wolves nahradil svého zkušeného krajana Ruie Patrícia, který přestoupil do AS Řím. Byl mu přidělen dres s číslem 1, který nikdo nenosil od doby, kdy Carl Ikeme ukončil kariéru kvůli jeho diagnóze leukémie v roce 2018. Debutoval 14. srpna při prohře 1:0 v prvním ligovém kole proti Leicesteru City.

## Statistiky

### Klubové
K 14. srpnu 2021
| Klub          | Sezóna  | Liga           | Liga   | Liga | Národní pohár | Národní pohár | Ligový pohár | Ligový pohár | Evropské poháry | Evropské poháry | Celkem | Celkem |
| Klub          | Sezóna  | Liga           | Zápasy | Góly | Zápasy        | Góly          | Zápasy       | Góly         | Zápasy          | Góly            | Zápasy | Góly   |
| ------------- | ------- | -------------- | ------ | ---- | ------------- | ------------- | ------------ | ------------ | --------------- | --------------- | ------ | ------ |
| Marítimo      | 2012/13 | Primeira Liga  | 0      | 0    | 0             | 0             | 0            | 0            | 0               | 0               | 0      | 0      |
| Marítimo      | 2013/14 | Primeira Liga  | 8      | 0    | 1             | 0             | 2            | 0            | —               | —               | 11     | 0      |
| Marítimo      | 2014/15 | Primeira Liga  | 3      | 0    | 0             | 0             | 1            | 0            | —               | —               | 4      | 0      |
| Marítimo      | 2015/16 | Primeira Liga  | 5      | 0    | 2             | 0             | 2            | 0            | —               | —               | 9      | 0      |
| Marítimo      | Celkem  | Celkem         | 16     | 0    | 3             | 0             | 5            | 0            | 0               | 0               | 24     | 0      |
| Porto         | 2015/16 | Primeira Liga  | 0      | 0    | 0             | 0             | 0            | 0            | 0               | 0               | 0      | 0      |
| Porto         | 2016/17 | Primeira Liga  | 1      | 0    | 2             | 0             | 3            | 0            | 0               | 0               | 6      | 0      |
| Porto         | 2017/18 | Primeira Liga  | 14     | 0    | 1             | 0             | 1            | 0            | 5               | 0               | 21     | 0      |
| Porto         | Celkem  | Celkem         | 15     | 0    | 3             | 0             | 4            | 0            | 5               | 0               | 27     | 0      |
| Olympiakos    | 2018/19 | Superliga      | 21     | 0    | 3             | 0             | —            | —            | 7               | 0               | 31     | 0      |
| Olympiakos    | 2019/20 | Superliga      | 33     | 0    | 0             | 0             | —            | —            | 15              | 0               | 48     | 0      |
| Olympiakos    | 2020/21 | Superliga      | 29     | 0    | 2             | 0             | —            | —            | 12              | 0               | 43     | 0      |
| Olympiakos    | Celkem  | Celkem         | 83     | 0    | 5             | 0             | —            | —            | 34              | 0               | 122    | 0      |
| Wolverhampton | 2021/22 | Premier League | 20     | 0    | 0             | 0             | 0            | 0            | —               | —               | 20     | 0      |
| Wolverhampton | Celkem  | Celkem         | 20     | 0    | 0             | 0             | 0            | 0            | —               | —               | 20     | 0      |
| Celkem        | Celkem  | Celkem         | 134    | 0    | 11            | 0             | 9            | 0            | 39              | 0               | 193    | 0      |

## Ocenění

### Klubové

#### Porto
- Primeira Liga: 2017/18[21]

#### Olympiakos
- Řecká Superliga: 2019/20,[22] 2020/21[23]
- Řecký fotbalový pohár: 2019/20[17]

### Reprezentační

#### Portugalsko
- Liga národů UEFA: 2018/19[24]
- Konfederační pohár FIFA: 2017 (třetí místo)[25]

### Individuální
- Jedenáctka turnaje Mistrovství Evropy do 21 let: 2015[26]
- Nejlepší brankář roku Řecké Superligy: 2019/20